# Josep Sánchez Llambíes
Josep Sánchez Llambíes, conegut amb el sobrenom de Boy, (Maó, 17 de febrer de 1941) fou un futbolista menorquí de la dècada de 1960.

## Trajectòria
Futbolista menorquí que jugava a les posicions d'interior o d'extrem, tant al costat dret com al costat esquerre. Fou fitxat per Ricard Zamora per al RCD Espanyol procedent de la Unió Esportiva Maó. Va arribar molt jove al club l'any 1959, quan només tenia 18 anys. Els primers anys la joventut i les lesions provocaren que no tingués moltes oportunitats. D'aquesta manera, la temporada 1961-1962 fou cedit al CE Sabadell. La següent temporada fou un dels jugadors més importants de l'Espanyol a Segona Divisió, peça clau en l'ascens a Primera, aconseguint marcar 7 gols a la lliga. Posteriorment, amb l'eclosió a la segona meitat dels anys 1960 de la davantera dels 5 dofins la seva participació en l'equip declinà definitivament. La temporada 1964-65 fou cedit al RCD Mallorca per abaratir el traspàs de l'uruguaià Bergara. El 1966 fou fitxat per la UE Lleida i a mitjan temporada per l'Hèrcules CF. També jugà al Girona FC, al CD Menorca i a la UE Maó. Fou internacional juvenil amb Espanya cinc cops entre 1958 i 1959.